# Mirte Vercauteren
Mirte Vercauteren (Lokeren, 28 december 2007) is een Belgisch acro-gymnaste.

## Levensloop
Op de Europese kampioenschappen van 2023 in het Bulgaarse Varna behaalde ze samen met Sofie Jaeken en Lauren Verbrugghe goud op de 'allround', alsook op de onderdelen 'dynamiek' en 'balans'.